# Blachia umbellata
Blachia umbellata är en törelväxtart som först beskrevs av Carl Ludwig von Willdenow, och fick sitt nu gällande namn av Henri Ernest Baillon. Blachia umbellata ingår i släktet Blachia och familjen törelväxter. Inga underarter finns listade i Catalogue of Life.